# Быган (деревня)
Быган — деревня в Тарском районе Омской области России. Входит в состав Атирского сельского поселения.

## История
Основана в 1898 г. В 1928 г. состояла из 52 хозяйств, основное население — белоруссы. Центр Быганского сельсовета Знаменского района Тарского округа Сибирского края.

## Население
На октябрь 2017 года проживает 2 человека (http://superomsk.ru/news/54426-v_umirayuchshey_taejnoy_derevushke_fotoreportaj/)
| 1926 | 2002 | 2010 |
| ---- | ---- | ---- |
| 288  | ↘42  | ↘25  |